# Дом Телепневых
Дом Телепневых — историческое здание в Опочке, Псковская область. Расположено на углу улиц Красных Командиров и Коммунальной (бывших Старорынковской и Новоржевской), современный адрес — Коммунальная улица, 2. Объект культурного наследия России регионального значения. Дом сохранил градостроительное значение на углу главной городской площади и центральной улицы.

## История

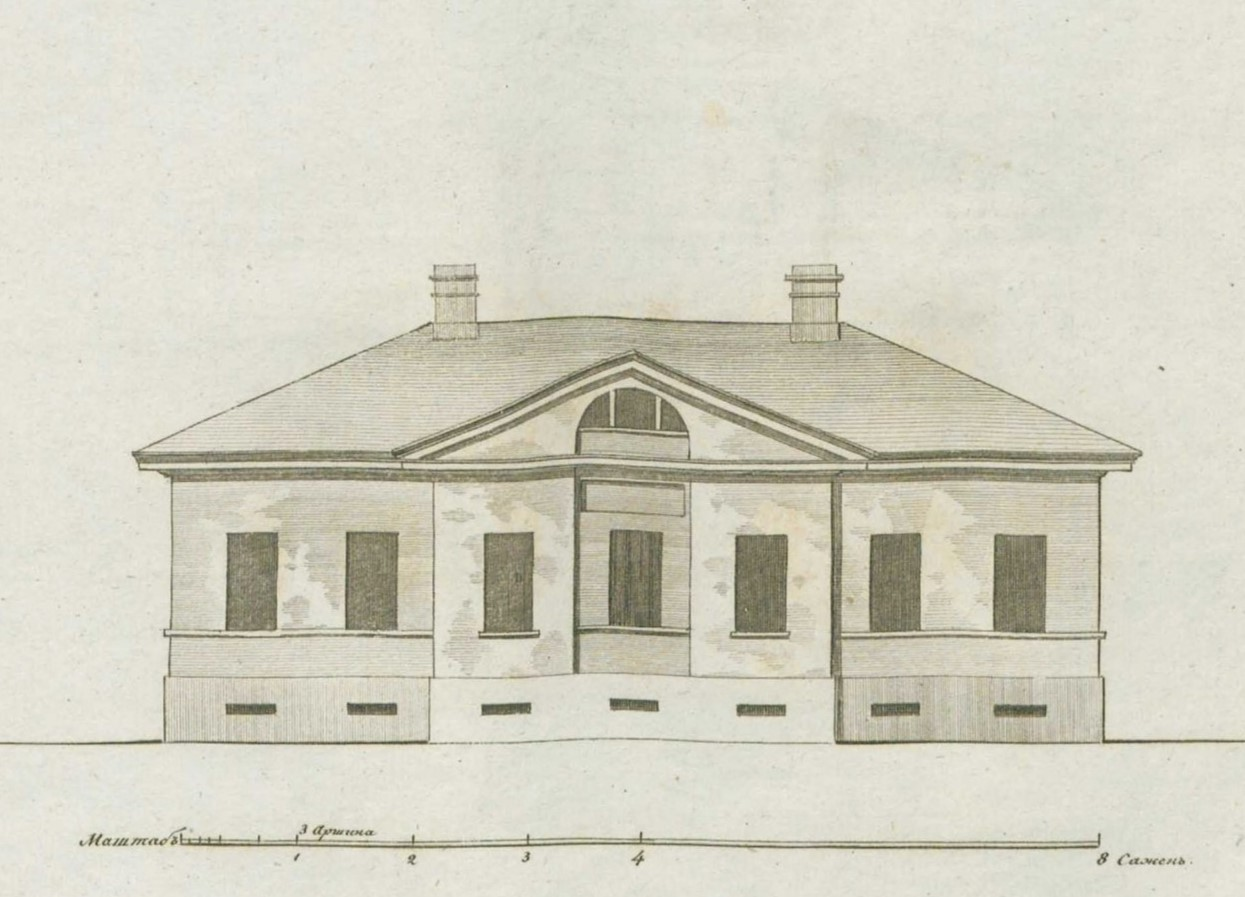
«Образцовый фасад» № 88, 1809 год

Дом опочецкого купца Адриана Харитоновича Телепнева был построен не ранее конце 1830-х годов (в 1836 году дом только предполагался к постройке) по проекту неизвестного архитектора.
В начале XX века первый этаж дома занимал ренсковый погреб. Во время оккупации Опочки немецко-фашистскими войсками в 1941—1944 годах в здании размещалась городская управа.
По состоянию на 2024 год на первом этаже расположен магазин, второй этаж — жилой, здание находится в удовлетворительном состоянии.

## Архитектура
Здание двухэтажное кирпичное, главным фасадом обращено на Коммунальную улицу (бывшая Новоржевская). Главный фасад дома напоминает дополненный нижним полуэтажом один из «образцовых фасадов» (№ 88), опубликованных в 1809 году в «Собрании фасадов… апробированных для частных строений в городах Российской империи. Альбом второй»: те же 7 осей, креповка, заглублённый средник парадного этажа и заглублённое полукруглое окно в тимпане, те же щели подвальных продухов. Фасады не оштукатурены (за исключением фронтонов и тонких штукатурных карнизов). Помещения первого этажа перекрыты сомкнутыми сводами. Сохранился глубокий кирпичный погреб. Вместе с домом сохранилась и усадьба: мощёный двор, флигель, службы и ограда (ворота демонтированы в 1980-х).
Это один из ранних наугольных домов города, выстроенных по Генеральному плану 1778 года. Решение в стиле строгого классицизма. Вместе с домом Кудрявцева, располагавшимся напротив, дом Телепнева завершал ансамбль Соборной площади и контрастировал со Спасо-Преображенским собором. Образец богатого опочецкого дома первой половины XIX века.